# Фариа, Хесус
Хесус Фариа (Фария, исп. Jesús Faría; 27 июня 1910, Борохо, штат Фалькон — 24 января 1995, Каракас) — венесуэльский политик, один из лидеров рабочего и коммунистического движения Венесуэлы.

## Биография
Родился в бедной многодетной крестьянской семье пятым из шести детей. С 10-летнего возраста работал уличным продавцом еды, с 14 лет – на нефтепромыслах американской фирмы «Creole Petroleum Corporation» озера Маракайбо. Участвовал в первой забастовке нефтяников в Венесуэле в июне 1925 в Мене-Гранде, которая длилась 9 дней (жалобы были на 12-часовой рабочий день, отсутствие праздников и оплачиваемых отпусков). В 1927 был впервые арестован (по ошибке).
В декабре 1935 организовал региональный профсоюз рабочих и служащих-нефтяников, в 1936 участвовал в создании Нефтяного профсоюза Венесуэлы (USPV), с декабря 1937 его председатель. Член Коммунистической партии Венесуэлы (КПВ) также с декабря 1935 (хотя принадлежность к КПВ была конституционным преступлением, наказуемым 20 годами лишения свободы), делегат I национальной конференции КПВ (Маракай, август 1937). В 1937 арестован за участие в 47-дневной всеобщей стачке нефтяников. В феврале 1938 вновь арестован и некоторое время содержался в тюрьме. После выхода на свободу находился на нелегальном положении, начал активно заниматься организацией региональных профсоюзов. В 1939 арестован и снова несколько месяцев провёл в тюрьме. С 1940 сотрудничал и лично дружил с Густаво Мачадо, многолетним соратником по профсоюзной и коммунистической деятельности. 
В 1941 был избран делегатом I съезда Конфедерации рабочих Латинской Америки, проходившего в Мексике. 3 октября 1945 в Париже он участвовал в основании Всемирной федерации профсоюзов (ВФП) и в качестве советника на конгрессе Международной организации труда (МОТ).
В 1944—1948 председатель профсоюза нефтяников.
После окончания Второй мировой войны в октябре 1945 из конституции Венесуэлы была изъята поправка о запрете коммунистической деятельности, а КПВ была легализована. I съезд КПВ, получивший название «съезд единства» состоялся в ноябре 1946, на нём Х. Фариа был избран членом ЦК партии, Политбюро ЦК и Национального секретариата КПВ, коллективного руководящего органа партии до 1953 года.
Будучи делегатом Учредительной ассамблеи, участвовал в разработке раздела конституции Венесуэлы, посвящённого правам граждан. В 1947—1948 — сенатор Национального конгресса, первый рабочий и сенатор-коммунист в истории страны. В 1950—1958 находился в заключении за активное участие в крупнейшей в истории страны забастовке нефтяников, начавшееся 3 мая 1950, которое было подавлено войсками, профсоюзы распущены, а КПВ вновь запрещена.
С 6-й Национальной конференции КПВ, проходившей в условиях подполья в 1951 – председатель КПВ (избран заочно), а в 1953, когда в КПВ была восстановлена должность генерального секретаря, был избран на этот пост и занимал его до 1985 года.
В 1953 также заочно избран заместителем председателя Конфедерации трудящихся Латинской Америки (объединение профсоюзов латиноамериканских стран, входившее во Всемирную федерацию профсоюзов)
В 1958, после свержения диктатуры Переса Хименеса, был освобождён и вновь избран в Национальный конгресс как член редакционной комиссии по выработке национальной конституции, которая была принята в 1961 года. В 1962 выступил против решения КПВ и Революционного левого движения (MIR) создать Вооружённые силы национального освобождения (FALN, вели партизанскую войну до 1969), но подчинился решению, принятому большинством. В сентябре 1963 лишён парламентской неприкосновенности и арестован правительством Ромуло Бетанкура, находился в тюрьме до марта 1966, затем — в эмиграции в СССР. После легализации КПВ и возвращения на родину в августе 1969 был избирался членом Палаты депутатов венесуэльского парламента (1969-1974 и 1984-1989, 10 лет не баллотировался). Председатель компартии с 1985 по 1990 (в 1985 добровольно ушёл с поста генерального секретаря, а в 1990 – с поста председателя партии).
В СССР на русском языке была выпущена его автобиографическая работа «Становление коммуниста» (М., Политиздат, 1983), более полный вариант был издан в Венесуэле в 2010 и переиздан в 2014 под названием «Моя позиция не меняется, она до самой смерти». В марте 2012 в Каракасе был открыт его бюст на улице Кахигаль.
Его сын Хесус Фариа Тортоса (род. в 1964) – известный политик, один из лидеров правящей Единой социалистической партии Венесуэлы и депутат Национальной ассамблеи, в 2016-2017 министр внешней торговли Венесуэлы.

## Награды
- орден Октябрьской Революции (26.06.1985)
- орден Дружбы народов (26.06.1980)